# Mirco Antenucci
Mirco Antenucci (Termoli, 9 de agosto de 1984) es un exfutbolista italiano que jugaba como delantero.

## Trayectoria
Antenucci comenzó su carrera futbolística en el 2002 en el club Giulianova que por ese año estaba en la Serie C1. En la temporada 2004/2005 es cedido al Ancona de la Serie C2 en donde jugaría en 27 ocasiones y marcaría 2 goles. Luego de su cesión retornó al Giulianova en donde hasta el 2007, disputaría 57 partidos y marcaría 12 veces.
En 2007 fue transferido al Catania de la Serie A, e instantáneamente sería cedido al Venecia de la Serie C1, en donde disputaría la temporada 2007/2008. En el Venecia jugaría 27 veces y metería 6 goles. El 1 de julio de 2008 volvió al Catania y tendría un par de ingresos al campo saliendo desde el banco de los suplentes, pero a comienzos del 2009 volvería a ser cedido, pero esta vez al Pisa, el cual se encontraba en la Serie B. Jugaría en 20 ocasiones y marcaría solo una vez. Para la temporada 2009/2010 sería nuevamente cedido pero al Ascoli, en donde disputaría 40 partidos y convertiría 24 goles, siendo el goleador de la Serie B en aquella temporada. 
La temporada 2010/2011 sería tenido en cuenta por el director técnico y llegaría a jugar 14 veces la mayoría entrando desde el banco, ya que habiendo delanteros como Maxi López, Francesco Lodi, Gonzalo Bergessio y Takayuki Morimoto, a Antenucci le era muy complicado poder tener minutos. Esto último lo llevó a ser transferido a través de un contrato de copropiedad al Torino, en donde jugaría en la segunda mitad de la temporada 2010/2011 y la temporada 2011/2012. En el Torino tendría 19 apariciones y convertiría 6 goles en la segunda mitad de la temporada, mientras que en la siguiente temporada jugaría 40 veces y marcaría en diez ocasiones.
En la temporada 2012/2013 volvería nuevamente al Catania rompiendo este el contrato de copropiedad con el Torino y cediéndolo al Spezia, en donde jugaría 33 partidos y marcaría 6 goles.
En la temporada 2013/2014 firmó un nuevo contrato de copropiedad, pero esta vez con el Ternana de la Serie B y tendría 40 apariciones y marcaría 19 goles, siendo esta su segunda marca de mayor efectividad de goles en una temporada de la Serie B.
El 19 de agosto de 2014 fue transferido al Leeds United.

## Clubes
| Club                          | País       | Año       |
| ----------------------------- | ---------- | --------- |
| Giulianova Calcio             | Italia     | 2002-2007 |
| A. C. Ancona (préstamo)       | Italia     | 2004-2005 |
| Calcio Catania                | Italia     | 2007-2011 |
| S. S. C. Venezia (préstamo)   | Italia     | 2007-2008 |
| Pisa Calcio (préstamo)        | Italia     | 2009      |
| Ascoli Calcio 1898 (préstamo) | Italia     | 2009-2010 |
| Torino F. C.                  | Italia     | 2011-2012 |
| Calcio Catania                | Italia     | 2012-2014 |
| Spezia Calcio (préstamo)      | Italia     | 2012-2013 |
| Ternana Calcio (préstamo)     | Italia     | 2013-2014 |
| Leeds United F. C.            | Inglaterra | 2014-2016 |
| S. P. A. L.                   | Italia     | 2016-2019 |
| S. S. C. Bari                 | Italia     | 2019-2023 |
| S. P. A. L.                   | Italia     | 2023-2025 |